# Lester Frank Ward
Lester Frank Ward, född 18 juni 1841 i Joliet, Illinois, död 18 april 1913 i Washington, D.C., var en amerikansk geolog, botaniker och sociolog. Han var den förste presidenten av det amerikanska sociologiförbundet.
Ward var 1865-72 tjänsteman i den centrala statsförvaltningen och fick 1881 anställning som biträdande geolog vid US Geological Survey och var 1884-86 professor i botanik vid Columbian University (numera The George Washington University) i Washington, D.C. År 1888 blev han geolog vid US Geological Survey. År 1907 blev han professor i sociologi vid Brown University i Providence, Rhode Island.
Som geolog sysselsatte Ward sig huvudsakligen med paleobotanik och bearbetade i ståtliga monografier USA:s mesozoiska flora. Han utövade även ett betydande författarskap på sociologins område, däribland Dynamic Sociology (1883, andra upplagan 1897), Psychic Factors of Civilization (1897) och Glimpses of the Cosmos (1913), varvid han vände sig mot Herbert Spencers individualism och jämförde sociala fenomen med psykiska och fysiska.
Auktorsnamnet Ward kan användas för Lester Frank Ward i samband med ett vetenskapligt namn inom botaniken; se Wikipediaartiklar som länkar till auktorsnamnet.